# 张庆 (元朝)
张庆（?—?），元朝真定路（治真定县，今河北省正定县）人。
张庆对继母非常孝顺。张庆的伯父张泰另外居住在河南，张庆听说伯父家贫，于是把他迎回来奉养。供吃供喝丰盛完备，比亲生的还要好。明朝初年修撰的《元史·孝友传》就记载了张庆的事迹。